# Глубокій (струмок)
Глибокий  — струмок в Україні, у Долинському районі Івано-Франківської області, лівий доплив Мизунки (басейн Дністра).

## Опис
Довжина річки приблизно 6  км. Формується з багатьох безіменних струмків. 

## Розташування
Бере початок на південному заході від села Липи з гірських потічків на горі Горган (1133 м.). Тече переважно на південний схід і під горою Прислоп (1022 м.) впадає у річку Мизунку, ліву притоку Свічі.

## Притоки
Ардзялуша — права притока. Витікає з однойменних лісистих гір, тече на захід глибоким яром і впадає у струмок Глибокий. Цей потік живлять численні безіменні гірські струмки та джерела, внаслідок чого він має стрімку течію під час сильних дощів. Береги потоку урвисті.